# Волдпорт (Орегон)
Волдпорт (англ. Waldport) — місто (англ. city) в США, в окрузі Лінкольн штату Орегон. Населення — 2249 осіб (2020).

## Географія
Волдпорт розташований за координатами 44°25′6″ пн. ш. 124°3′58″ зх. д. / 44.41833° пн. ш. 124.06611° зх. д. (44.418368, -124.066232).  За даними Бюро перепису населення США в 2010 році місто мало площу 7,83 км², з яких 7,18 км² — суходіл та 0,65 км² — водойми.

## Демографія
Згідно з переписом 2010 року, у місті мешкали 2033 особи в 974 домогосподарствах у складі 530 родин. Густота населення становила 260 осіб/км².  Було 1196 помешкань (153/км²).
Расовий склад населення:
| - 91,2 % — білих - 1,1 % — корінних американців - 1,0 % — азіатів - 0,8 % — чорних або афроамериканців - 0,3 % — вихідців з тихоокеанських островів |

До двох чи більше рас належало 5,1 %. Частка іспаномовних становила 3,3 % від усіх жителів.
За віковим діапазоном населення розподілялося таким чином: 15,8 % — особи молодші 18 років, 58,0 % — особи у віці 18—64 років, 26,2 % — особи у віці 65 років та старші. Медіана віку мешканця становила 53,0 року. На 100 осіб жіночої статі у місті припадало 90,0 чоловіків;  на 100 жінок у віці від 18 років та старших — 85,6 чоловіків також старших 18 років.
Середній дохід на одне домашнє господарство  становив 49 569 доларів США (медіана — 42 955), а середній дохід на одну сім'ю — 56 997 доларів (медіана — 48 311). Медіана доходів становила 41 111 долар для чоловіків та 30 580 доларів для жінок. За межею бідності перебувало 13,8 % осіб, у тому числі 25,9 % дітей у віці до 18 років та 7,3 % осіб у віці 65 років та старших.
Цивільне працевлаштоване населення становило 709 осіб. Основні галузі зайнятості: мистецтво, розваги та відпочинок — 21,7 %, роздрібна торгівля — 16,5 %, публічна адміністрація — 12,8 %, освіта, охорона здоров'я та соціальна допомога — 10,9 %.